# Мери Џо Фернандез
Мери Џо Фернандез Годсик (енгл. Mary Joe Fernández Godsick), рођена Марија Хосе Фернандез (шп. María José Fernández; 19. август 1971, Санто Доминго, Доминиканска Република) бивша је америчка тенисерка, којој је највиша позиција на ВТА листи био број 4. Освојила је седам ВТА турнира и 17 у игри парова. Освојила је две златне медаље на Олимпијским играма у дублу (1992, 1996) и једну бронзану у појединачној конкуренцији (1992). Њен отац је пореклом са Кубе, али је Фернандезова одрасла у САД, па је за њу и играла.

## Финала

### Гренд слем финала

#### Појединачно: 3 (3 пораза)
| Исход | Година | Такмичење                     | Подлога | Противница   | Резултат      |
| ----- | ------ | ----------------------------- | ------- | ------------ | ------------- |
| пораз | 1990.  | Отворено првенство Аустралије | Бетон   | Штефи Граф   | 6:3, 6:4      |
| пораз | 1992.  | Отворено првенство Аустралије | Бетон   | Моника Селеш | 6:2, 6:3      |
| пораз | 1993.  | Отворено првенство Француске  | Шљака   | Штефи Граф   | 4:6, 6:2, 6:4 |

#### Женски парови: 7 (2 победе, 5 пораза)
| Исход  | Година | Такмичење                       | Подлога | Партнерка        | Противнице                          | Резултат           |
| ------ | ------ | ------------------------------- | ------- | ---------------- | ----------------------------------- | ------------------ |
| пораз  | 1989.  | Отворено првенство САД у тенису | Бетон   | Пем Шрајвер      | Хана Мандликова Мартина Навратилова | 5:7, 6:4, 6:4      |
| пораз  | 1990.  | Отворено првенство Аустралије   | Бетон   | Пети Фендик      | Јана Новотна Хелена Сукова          | 7:6(7:5), 7:6(8:6) |
| победа | 1991.  | Отворено првенство Аустралије   | Бетон   | Пети Фендик      | Ђиђи Фернандез Јана Новотна         | 7:6(7:4), 6:1      |
| пораз  | 1992.  | Отворено првенство Аустралије   | Бетон   | Зина Гарисон     | Аранча Санчез Викарио Хелена Сукова | 6:4, 7:6(7:4)      |
| пораз  | 1996.  | Отворено првенство Аустралије   | Бетон   | Линдси Давенпорт | Чанда Рубин Аранча Санчез Викарио   | 7:5, 2–6, 6:4      |
| победа | 1996.  | Отворено првенство Француске    | Шљака   | Линдси Давенпорт | Ђиђи Фернандез Наташа Зверева       | 6:2, 6:1           |
| пораз  | 1997.  | Отворено првенство Француске    | Шљака   | Лиса Рејмонд     | Ђиђи Фернандез Наташа Зверева       | 6:2, 6:3           |

### Олимпијске игре

#### Појединачно: 1 бронзана медаља
| Исход  | Година | Место одржавања | Подлога | Противница | Резултат |
| ------ | ------ | --------------- | ------- | ---------- | -------- |
| бронза | 1992.  | Барселона       | Шљака   | -          | -        |

Мери Џо Фернандез је у полуфиналу поражена од Штефи Граф са 6:4, 6:2. На Олимпијским играма 1992. године није било меча за бронзану медаљу па су обе поражене полуфиналисткиње добиле бронзане медаље.

#### Парови: 2 златне медаље
| Исход | Година | Место одржавања | Подлога | Партнерка      | Противнице                             | Резултат      |
| ----- | ------ | --------------- | ------- | -------------- | -------------------------------------- | ------------- |
| Злато | 1992.  | Барселона       | Шљака   | Ђиђи Фернандез | Кончита Мартинез Аранча Санчез Викарио | 5:7, 2:6, 6:2 |
| Злато | 1996.  | Атланта         | Бетон   | Ђиђи Фернандез | Јана Новотна Хелена Сукова             | 7:6(7), 6:4   |